# Теодорув (Великопольське воєводство)
Теодорув (пол. Teodorów) — село в Польщі, у гміні Мицелін Каліського повіту Великопольського воєводства.
Населення — 60 осіб (2011).
У 1975-1998 роках село належало до Каліського воєводства.

## Демографія
Демографічна структура станом на 31 березня 2011 року:
|          | Загалом | Допрацездатний вік | Працездатний вік | Постпрацездатний вік |
| -------- | ------- | ------------------ | ---------------- | -------------------- |
| Чоловіки | 28      | 3                  | 22               | 3                    |
| Жінки    | 32      | 8                  | 14               | 10                   |
| Разом    | 60      | 11                 | 36               | 13                   |